# James Earle Ash
James Earle Ash, auch in den Namensvarianten James E. Ash oder J. E. Ash, (* 8. September 1884 in Philadelphia, Pennsylvania; † 24. März 1986 in Bethesda, Maryland) war ein US-amerikanischer Pathologe sowie Offizier.

## Leben

### Familie und Ausbildung
James Earle Ash, Sohn des William Rambo Ash sowie dessen Ehegattin Julia Cook, wandte sich nach dem Besuch der öffentlichen Schulen dem Studium der Medizin an der University of Pennsylvania zu, dort erfolgte 1905 seine Promotion zum Doctor of Medicine (M.D.). Ash erhielt anschließend in Philadelphia seine internistische Ausbildung von 1906 bis 1907 am Blockley Hospital, von 1907 bis 1909 am Philadelphia Hospital for Contagious Diseases. Danach absolvierte er eine dreijährige pathologische Ausbildung am State Hospital for the Insane in Norristown. 1912 führte James Earle Ash ein einjähriges postgraduales Studium an die Universität Wien.
James Earle Ash heiratete im April 1914 Marguerite Hal-Brown. Dieser Verbindung entstammte die Tochter Signe Caroline und der Sohn James Earle junior. 1947 vermählte er sich in zweiter Ehe mit Mary Catherine Udall. Der in Bethesda im Bundesstaat Maryland residierende James Earle Ash verstarb im Frühling 1986 im hohen Alter von 101 Jahren. Seine letzte Ruhestätte fand er auf dem Arlington National Cemetery.

### Beruflicher Werdegang
Nach seiner Rückkehr in die Vereinigten Staaten folgte James Earle Ash einem Ruf als Instructor in Pathology an die Harvard Medical School nach Boston. Ash, dessen Forschungsschwerpunkt in Harvard den Tropenkrankheiten galt, trat 1916 in das U.S. Army Medical Corps ein. Er diente in den Folgejahren auf den Philippinen, wo seine tropenmedizinische Fachkompetenz die Reaktivierung des Army Medical Research Board maßgeblich beeinflusste. Die Ergebnisse seines Berichtes über die hygienischen Bedingungen auf der Halbinsel Bataan wurden später in das Planungskonzept der US Army übernommen. Nach Ende seines Ausleindseinsatzes 1924 wurde er an das Armed Forces Institute of Pathology in Washington, D.C. verpflichtet, 1937 wurde er zum Direktor ernannt. Zusätzlich war er in den Jahren 1929 bis 1931 und 1937 bis 1946 mit der Funktion des Kurators des National Museum of Health and Medicine in Silver Spring betraut. 1947 schied James Earle Ash im Rang eines Colonel aus dem U.S. Army Medical Corps aus. Im Anschluss wurde er zum Scientific Director des American Registry of Pathology, des National Research Council, einer Abteilung des Armed Forces Institute of Pathology, bestellt, 1949 trat er von dieser Funktion zurück. Zuletzt wirkte James Earle Ash als Professorial Lecturer in Pathology an der George Washington University sowie bis 1961 als Chief of Pathology am Suburban Hospital in Bethesda.

### Mitgliedschaften
James Earle Ash hielt Mitgliedschaften in der American Association of Pathologists and Bacteriologists, der Washington Academy of Medicine, der International Association for Dental Research, der Pan-American Association of Ophthalmology, der International Association of Medical Museums, der American Medical Association, der Association of Military Surgeons of the United States, der American Urological Association sowie der Washington State Society of Pathologists.

### Ehrungen
James Earle Ash, einer der führenden Pathologen des Armed Forces Institute of Pathology, wurde in Anerkennung seiner speziellen Verdienste auf seinem Fachgebiet mehrfach ausgezeichnet. So wurde er mit der Legion of Merit ausgezeichnet, zum Ehrenmitglied der American Dental Society, der American Society for Clinical Pathology und der American Academy of Ophthalmology and Otolaryngology ernannt. Weitere Würdigungen erhielt er durch die Ernennungen zum Honorable Consultant der Army Medical Library, zum Honorary Fellow des American College of Dentists sowie zum Emeritus Fellow des College of American Pathologists.

## Publikationen
- Atlas of otolaryngic pathology, prepared at the Army Medical Museum, Office of the Surgeon General, U.S. Army, from material in the Registry of Otolaryngic Pathology, 2d ed., rev, The American Academy of Ophthalmology and Otolaryngology, Omaha, Neb., 1939
- zusammen mit Sophie Spitz: Pathology of tropical diseases : an atlas, Saunders, Philadelphia [u. a.], 1945
- zusammen mit Nathan B. Friedman: Atlas of genitourinary pathology, American Registry of Pathology, Washington, 1946
- zusammen mit James Barto Mann, Henry M. Goldman, Joseph L. Bernier: Atlas of dental and oral pathology, 4th ed., Registry Press, Washington, 1948
- zusammen mit Muriel Raum: An atlas of otolaryngic pathology, American Registry of Pathology, Washington, 1956
- zusammen mit Marcus R. Beck, J. Daniel Wilkes: Tumors of the upper respiratory tract and ear, in: Atlas of tumor pathology; Sect. 4, DC Armed Forces Inst. of Pathology, Washington, 1964
- zusammen mit Chapman H. Binford, Daniel H. Connor: Pathology of tropical and extraordinary diseases, The Institute, Washington, 1976